# بين برادشو
بنجامين بيتر جيمس برادشو (من مواليد 30 أغسطس 1960) هو سياسي بريطاني من حزب العمال وكان عضوًا في البرلمان عن إكستر منذ عام 1997 وكان وزير الدولة للثقافة والإعلام والرياضة من 2009 إلى 2010. قبل الدخول في السياسة عمل مراسلًا لراديو بي بي سي.

## النشأة ومسيرته في الصحافة
برادشو هو ابن القس الأنجليكاني السابق لكاتدرائية نورويتش بيتر برادشو وزوجته دافني ميرفي. تلقى برادشو تعليمه في مدرسة ثورب غرامر، وارتاد بعدها جامعة سوسيكس حيث درس للحصول على شهادة في اللغة الألمانية. التحق أيضًا بجامعة فرايبورغ في ألمانيا عندما كان طالبًا جامعيًا. بين عامي 1982 و1983، درّس برادشو اللغة الإنجليزية في تيكنيكوم، وهي مدرسة للتكنولوجيا في فينترتور في زيورخ بسويسرا.
أصبح برادشو مراسلًا في إكستر إكسبريس وإيكو عام 1984، ثم انضم إلى إيسترين دايلي بريس في نورويتش كمراسل عام 1985. وفي عام 1986، انضم إلى طاقم عمل إذاعة راديو بي بي سي وأصبح مراسلًا في برلين عام 1989 وكان يعمل في المدينة عندما سقط جدار برلين. في عام 1991، أصبح مراسلًا في راديو بي بي سي لصالح برنامج العالم هذه اللحظة، وساهم في البرنامج حتى انتخابه في ويستمنستر. حصل على جائزة سوني الإخبارية للمراسلين عام 1993.

## المسيرة المهنية البرلمانية

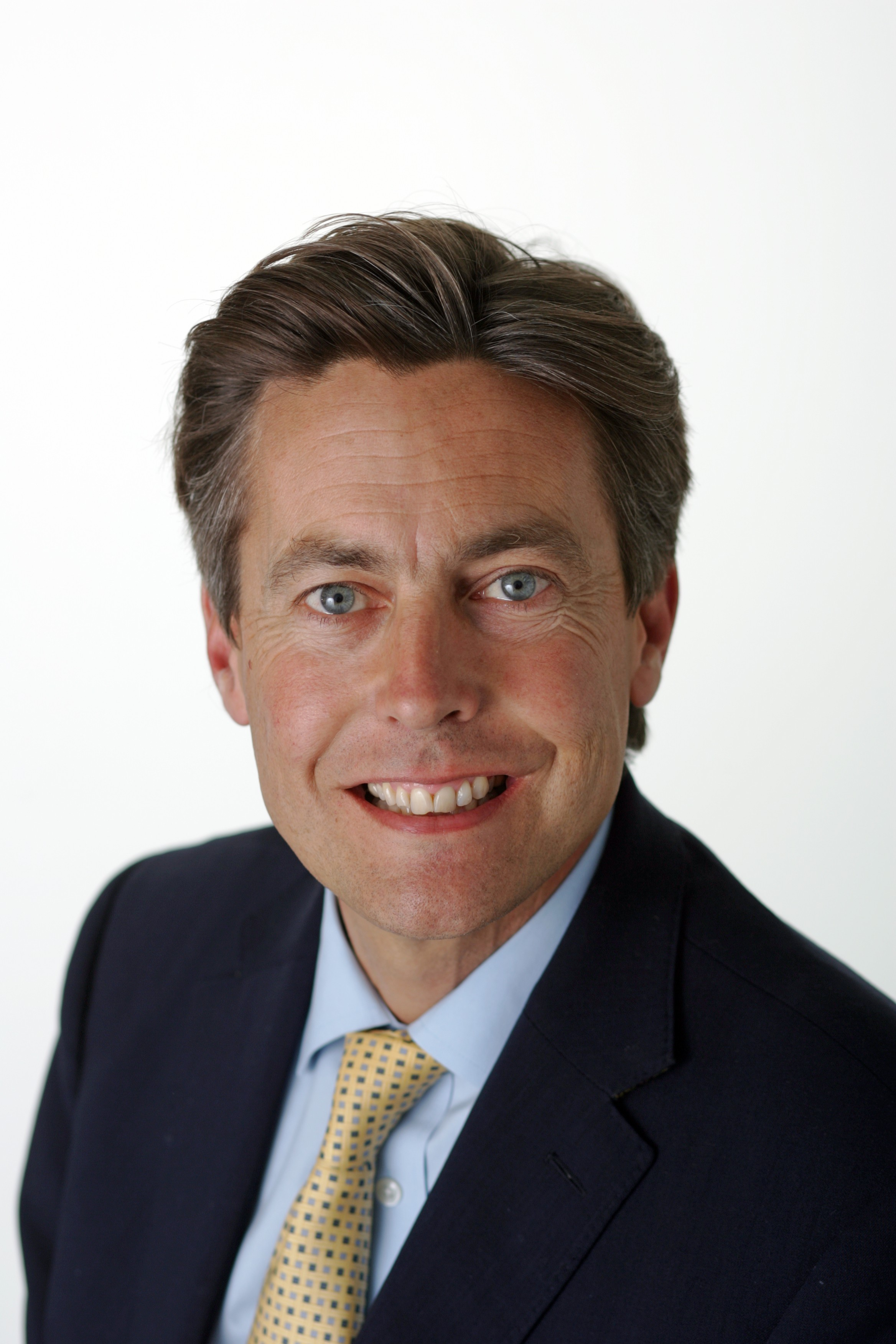
بين برادشو عضو البرلمان

### الانتخاب وأول فترة كنائب في البرلمان
اختير برادشو للتنافس على المقعد البرلماني الهامشي لإكستر في الانتخابات العامة لعام 1997 بعد أن ألغي اختيار المرشح الأول من قبل حزب العمال المحلي بناءً على تعليمات من مقر حزب العمال.
كان النائب المحافظ جون هانام قد تقاعد واختار المحافظون أدريان روجرز ليكون مرشحهم. في حين أن برادشو مثلي الجنس بشكل علني، فإن روجرز هو عضو قيادي في اليمين الديني. كانت الحملة لاذعة ومريرة بمزاعم عن رهاب المثلية والخطيئة. ومع ذلك، لم تكن النتيجة متقاربة، وانتخب برادشو نائبًا عن حزب العمل عن إكستر بأغلبية 11,705 صوت. ألقى خطابه الأول في مجلس العموم في 4 يوليو 1997. وكان النائب البريطاني الثاني مثلي الجنس في وقت انتخابه الأول، بعد 21 دقيقة من ستيفن تويغ.
في مجلس العموم، قدم برادشو قانون المبيدات في عام 1998، والذي أعطى المزيد من الصلاحيات للمفتشين. أصبح السكرتير البرلماني الخاص لوزير الدولة في وزارة الصحة جون دينهام عام 2000.

### المناصب الوزارية الأولية
بعد الانتخابات العامة لعام 2001، دخل برادشو في حكومة توني بلير بصفته وكيل وزارة الخارجية البرلماني في وزارة الخارجية والكومنولث. بعد أيام فقط من تعيينه في وزارة الخارجية، كان عليه أن يجيب على الأسئلة التي أعقبت الهجمات الإرهابية في 11 سبتمبر 2001. وفي 6 مارس 2002، بينما كان يجيب على الأسئلة البرلمانية، اتهم برادشو جورج غالاوي بأنه ليس مجرد مدافع بل متحدث باسم النظام العراقي على مدى سنوات عديدة. رد غالاوي على اتهام برادشو بأنه كاذب، رغم أنه بعد تعليق جلسة مجلس العموم، سحب كلا الرجلين تعليقاتهما.
أصبح برادشو نائبًا لرئيس مجلس العموم روبن كوك في عام 2002، وكان وكيل وزارة الخارجية في وزارة البيئة والغذاء والشؤون الريفية من عام 2003 حتى عام 2006، عندما عُين وزيرًا للدولة في نفس الوزارة. خلال هذه الفترة، أرسِل إلى بروكسل للتفاوض بشأن تغييرات في السياسة المشتركة للمصايد نيابة عن أسطول الصيد البحري البريطاني. عندما سأله جوردون بروير في برنامج نيوزنايت سكوتلاند، عن التقدم المحرز في هذه المفاوضات، لم يكن مستعدًا/ غير قادر على الإجابة عن الأسئلة المتعلقة بتقريره، مثل حجم أسطول الصيد الإسكتلندي الداخلي، أو حصص الصيد المتعلقة بأنواع محددة.
في عام 2003، أيد برادشو موقف الحكومة بشأن العراق وصوت لصالح غزو العراق عام 2003.
في عام 2005، أيد برادشو اعتقال المشتبه بهم بالإرهاب دون محاكمة وصوت لصالح قانون منع الإرهاب لعام 2005.